# (826) Henrika
(826) Henrika ist ein Asteroid des Hauptgürtels, der am 28. April 1916 vom deutschen Astronomen Max Wolf in Heidelberg entdeckt wurde.
Die Herkunft des Namens ist unbekannt.